# نسیبا گاسانووا
نسیبا گاسانووا (روسی: Насиба Бахрузовна Гасанова؛ زادهٔ ۱۵ دسامبر ۱۹۹۴) بازیکن فوتبال اهل روسیه است.
وی همچنین در تیم‌های ملی فوتبال Russia women's national under-19 football team و زنان روسیه بازی کرده است.